# Sra-Pathum-Palast
Der Sra-Pathum-Palast (Thai: วังสระปทุม - Wang Sa Pathum, etwa „Lotusweiher-Palast“) ist eine Palastanlage in Bangkok, der Hauptstadt von Thailand. Er ist zugleich die Residenz von Prinzessin Maha Chakri Sirindhorn in der thailändischen Hauptstadt.

## Lage
Der Sra-Pathum-Palast liegt im Bezirk (Khet) Pathumwan, Bangkok. Er wird im Westen begrenzt von der Thanon Phaya Thai (Phaya-Thai-Straße), im Norden von Khlong Saen Saep, im Osten vom Gelände des Wat Pathum Wanaram und im Süden von der Thanon Rama 1 (Rama-I.-Straße).
Der südliche Teil des Palastgeländes ist an Investoren verpachtet, dort befinden sich heute mehrere moderne Einkaufszentren, zum Beispiel das Siam Center, das Siam Discovery Center und das Siam Paragon.

## Geschichte

### Tamnak Yai
Der „Tamnak Yai“ (Thai: พระตำหนักใหญ่ – Große Villa) wurde Anfang des 20. Jahrhunderts von dem italienischen Architekten Mario Tamagno entworfen und im Jahr 1915 fertiggestellt.
Seit der Regierungszeit von König Vajiravudh (Rama VI.) bis zu ihrem Tod am 17. Dezember 1955 lebte Königin Savang Vadhana 39 Jahre lang in dieser Villa. Mit ihr wohnten hier ihr jüngster Sohn, Prinz Mahidol Adulyadej mit dessen Ehefrau Srinagarindra und drei königliche Enkel. Savang Vadhana veranlasste außerdem, dass am 28. April 1950 der derzeitige König von Thailand Bhumibol Adulyadej seine Königin Sirikit im Tamnak Yai heiratete.
1997 wurde das Gebäude aus Anlass des 80. Geburtstags von König Bhumibol renoviert und kurz vor dem Tod von Prinzessin Galyani Vadhana, die ebenfalls zwei Jahre hier lebte, fertiggestellt.

## Nutzung
Am 17. Dezember 2008 wurde im Tamnak Yai das „Queen Savang Vadhana Museum“ eröffnet, die im Sra-Pathum-Palast die letzten Jahrzehnte ihres Lebens verbrachte. Die Eröffnungszeremonie stand unter dem Vorsitz von Prinzessin Maha Chakri Sirindhorn.